# W47NV
Радиостанция W47NV — первая коммерческая радиостанция начавшая регулярное радиовещание в FM-диапазоне 1 марта 1941 года.

## История
Днём появления FM-радиовещания в привычном для нас виде, то есть как коммерческой индустрии, можно считать 1 марта 1941 года, когда впервые в эфир вышла радиостанция W47NV с передающим центром в Нэшвилле, штат Теннесси, США. Вот как писал об этом американский еженедельник «Broadcasting» («Радиовещание») от 10 марта 1941 года в статье «New FM Station of WSM, in Nashville, Starts Operation With 70 Hours Weekly» («Новый FM-передатчик радиостанции WSM в Нэшвилле начал свою работу по 70 часов в неделю»):
«Став первой FM-станцией, получившей от Федеральной Комиссии по связи (FCC — Federal Communications Commission) чисто коммерческую лицензию на регулярное радиовещание, радиостанция W47NV из Нэшвилла, — дочернее FM-дополнение радиостанции WSM, — начала свою работу 1 марта и выходит в эфир по 70 часов в неделю: с 1:00 дня и до 11:00 вечера по будням и с 11:00 утра до 9:00 вечера по воскресным дням. Радиостанция работает на частоте 44,7 МГц, мощность её передатчика составляет 20 кВт.
Надо отметить несколько уникальных технических особенностей работы станции. Это антенна, хотя и работающая независимо от передатчика радиостанции WSM, но расположенная тем не менее на её же 878-футовой антенной мачте, и два передающих центра радиостанций WSM и W47NV, которые работают в одном и том же здании передатчика радиостанции WSM. (подробнее в „Broadcasting“ за 15 декабря 1940 года). FM-передатчик, разработанный главным инженером радиостанции WSM Джеком Дьюиттом (Jack DeWitt), как говорят, использует новый метод генерирования сигналов с широкополосной частотной модуляцией Армстронга и был изготовлен по специальному заказу и под руководством инженеров радиостанции WSM.
Антенная решетка, состоящая из четырёх крестообразных элементов на подключенной коаксиальным кабелем к зданию передатчика антенной мачте радиостанции WSM, расположена на самой вершине мачты, уступая разве что флагштоку. Идущая от передатчика коаксиальная линия подведена к расположенной в основании мачты согласующей секции, которая питает воздушную линию связи на самой мачте, и скомпонована, как заявлено, не только как эффективный фильтр по разделению AM-сигнала радиостанции WSM и FM-сигнала радиостанции W47NV, но также в качестве защитного заземления всей конструкции. В расположенной в здании передатчика комнате управления, в размещенной там единственной релейной стойке формируется частотно-модулированный сигнал, который поступает сначала на трёхкаскадный 1-киловаттный усилитель раскачки, а затем — на 20-киловаттный выходной усилитель мощности. Главный выпрямитель и остальное оборудование электропитания расположены в цокольном этаже здания передатчика.
Несмотря на то, что совершенно отдельный штат радиостанции выделен не был, программы станции ведут директор программы Том Стюарт (Tom Stewart) и дикторы Билл Терри Младший (Bill Terry Jr.) и Герберт Оглесби (Herbert Oglesby). Зона уверенного приёма передач радиостанции проверяется, но пока сообщения от радиослушателей показывают, что она определённо соответствует расчетной. Первый постоянный радиослушатель, от которого приходят сообщения, живет в Бивер Дам (Beaver Dam), штат Кентукки, то есть примерно в 90 милях от передатчика.[значимость факта?]